# Стадион Пеј д Шарлроа
Стадион Пеј д Шарлроа (фр. Stade du Pays de Charleroi) је фудбалски стадион у валонском граду Шарлроа у Белгији. Фудбалски клуб Спортинг Шарлроа овде игра своје домаће утакмице. Стадион тренутно нуди 14.891 места за посетиоце.

## Историја Стадиона
Стадион је поново изграђен је за Европско првенство у фудбалу 2000. које се одржавало у Белгији и Холандији као замена старог стадиона познатог као Мамбург. Име Стаде ду Мамбоург званично је промењено пред 25.000 гледалаца 24. маја 1999. током инаугурационе утакмице између Спортинга и Меца.
Данас то је дом белгијског лигаша Спортинг Шарлрое а капацитет за Европско првенство 2000. године му је био 30.000, али је убрзо смањен на 25.000 у складу са просечном посећеношћу фудбалског клуба Шарлрое. Капацитет је поново смањен 2013. године на 15.000. Након смањења капацитета, трибине Т2, Т3, Т4 су покривене новим кровом. У периоду од 2014. до 2015. године извршена су мања прилагођавања седишта и усклађености трибина за европска такмичења. Будућност ове структуре Шарлроа је под знаком питања јер клуб планира да се пресели на потпуно нови стадион на периферији града.

## Утакмице ЕП 2000.
- Групна фаза УЕФА Европског првенства 2000:

| Датум         | Екипа бр. 1 | Рез   | Екипа бр. 2 | Фаза    |
| ------------- | ----------- | ----- | ----------- | ------- |
| 13. јун 2000. | Југославија | 3 : 3 | Словенија   | Група Ц |
| 17. јун 2000. | Енглеска    | 1 : 0 | Немачка     | Група А |
| 20. јун 2000. | Енглеска    | 2 : 3 | Румунија    | Група А |

## Међународне утакмице
Фудбалска репрезентација Белгије је четири пута играла на Стад ду Мамбоург и Стад Пеј д Шарлроа (комбиновано) у оквиру квалификација за Светско првенство и три пријатељске утакмице.
- 23. фебруар 1946:  Белгија –  Луксембург 7 : 0 (Пријатељска утакмица)
- 22. Mмарт 1978:  Белгија –  Аустрија 1 : 0 (Пријатељска утакмица)
- 23. фебруар 2000:  Белгија –  Португалија 1 : 1 (Пријатељска утакмица)
- 04. септембар 2004:  Белгија –  Литванија 1 : 1 (Квалификације за СП 2006.)